# Tempio di Zeus Olimpio (Agrigento)
Il tempio di Zeus Olimpio, o Olympeion, era un tempio greco dell'antica città di Akragas, sito nel parco archeologico della Valle dei Templi di Agrigento.

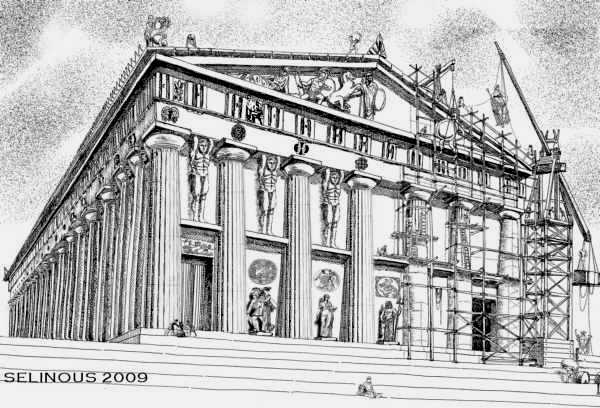
Ricostruzione dell'Olympeion di Agrigento

## Storia
Venne eretto dopo la vittoria di Himera sui Cartaginesi del 480-479 a.C. quando Akragas era governata da Terone.
Il complesso dell'Olympeion, che s'incentra sul colossale edificio sacro, è descritto in termini entusiastici da Diodoro Siculo (XIII 81, 1-4) ed è ricordato da Polibio (IX 27, 9).
Il tempio crollò totalmente durante un terremoto avvenuto il 19 dicembre 1401.
Parti dell'edificio in età moderna vennero usati (ancora nel secolo XVIII) come cava di pietra per la realizzazione dei moli dell'attracco di Porto Empedocle.
Nel 1787 Goethe visitando le rovine del tempio lasciò questa descrizione ne Il viaggio in Italia:
(Johann Wolfgang von Goethe, Viaggio in Italia)
Nel 1928 fu effettuata una campagna di scavi che riportò alla luce diversi reperti, tra cui i resti di quattro telamoni, di cui uno ricostruito interamente.

## Descrizione
Oggi il tempio è ridotto ad un campo di rovine dalle distruzioni iniziate già nell'antichità e proseguite fino ad epoca moderna. L'aspetto complessivo del tempio è nelle grandi linee noto, ma sussistono ancora molte controversie su particolari importanti della ricostruzione dell'alzato, cui è dedicata un'intera sala del Museo Nazionale.

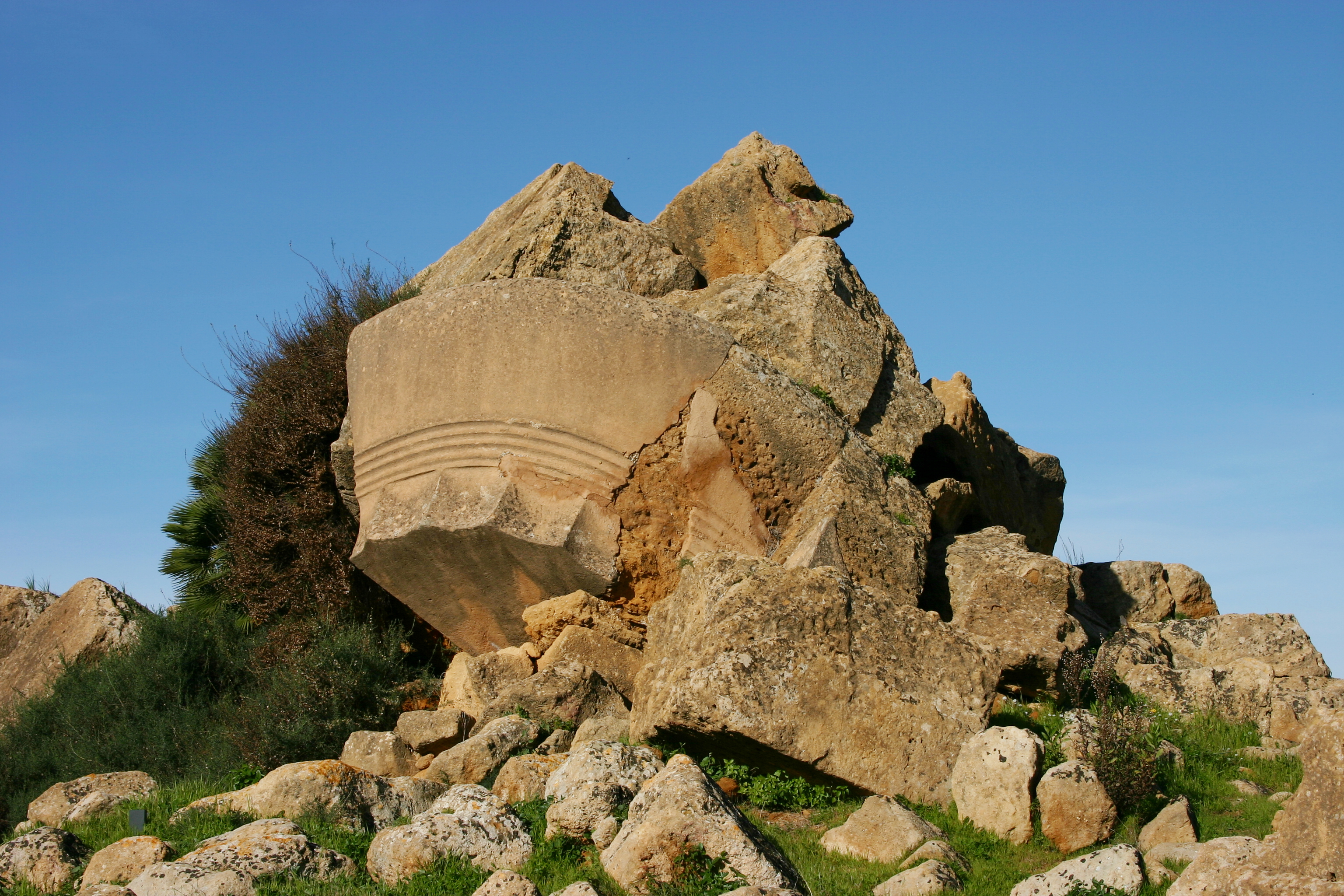
Rovine del tempio di Zeus

Il tempio misurava m 112,70 x 56,30 allo stilobate. Su di un poderoso basamento, sormontato da un krepidoma di cinque gradini, si collocava il recinto, con sette semicolonne doriche sui lati corti e quattordici sui lati lunghi, collegate fra loro da un muro continuo e alle quali, all'interno, facevano riscontro altrettanti pilastri. Negli intercolunni di questa pseudo-peristasi o nella cella si suppone fossero appesi dei telamoni alti ben 7,65 metri, che sicuramente non avevano alcuna funzione portante, date le esili proporzioni delle gambe serrate e dei i piedi uniti rispetto al massiccio busto e alle possenti braccia ripiegate dietro la testa. Dubbi sussistono sulla presenza di finestre, intervallate fra i telamoni e le semicolonne, che si pensa dessero luce all'interno della pesudo-peristasi, tra questa e la cella, se il tempio (che nella parte della cella era certamente ipetrale, ossia scoperto) si presentava invece coperto almeno nello spazio degli pteròmata.
La cella era costituita da un muro collegante una serie di dodici pilastri per ciascuno dei lati lunghi, di cui quelli angolari delimitavano gli spazi del pronao e dell'opistodomo, mentre l'ingresso della pseudo-peristasi alla cella stessa era assicurato mediante porte, di numero e di localizzazione incerta, aperte nel muro continuo della pseudo-peristasi. La gigantesca costruzione era interamente realizzata a piccoli blocchi, comprese le colonne, i capitelli, i telamoni e gli architravi, ciò che lascia molte incertezze sull'effettivo sviluppo dell'alzato: per citare alcuni dati certi, oltre alla già ricordata altezza dei telamoni (m 7,65), la trabeazione era alta m 7,48 e il diametro delle colonne era di m 4,30, con scanalature nelle quali – come afferma Diodoro – poteva entrare comodamente un uomo, mentre le colonne dovevano sviluppare un'altezza calcolata tra i 14,50 e i 19,20 m; la superficie copriva un'area di 6340 m2.

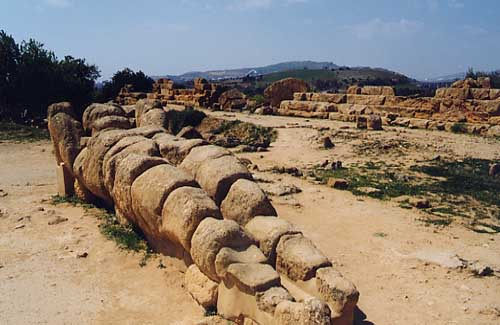
Il Telamone ricostruito in tufo sul sito

La descrizione di Diodoro parla di scene della gigantomachia ad est e della guerra di Troia ad ovest. Si è discusso se egli parli di decorazione frontonale o di semplici metope (a Selinunte – ricordiamo – solo le metope del pronao e dell'opistodomo sono decorate), ma la scoperta recente di un attacco tra un torso di guerriero ed una bellissima testa elmata di pieno stile severo (al Museo Nazionale), conferma che il tempio aveva una decorazione marmorea a tutto tondo più compatibile con cavi frontonali che con spazi metopali, di cui si è sempre, in età classica ed ellenistica, avvertita l'originaria funzione di spazio da chiudere, eventualmente dipinto (e la decorazione a rilievo è appunto sostitutiva di quella dipinta).

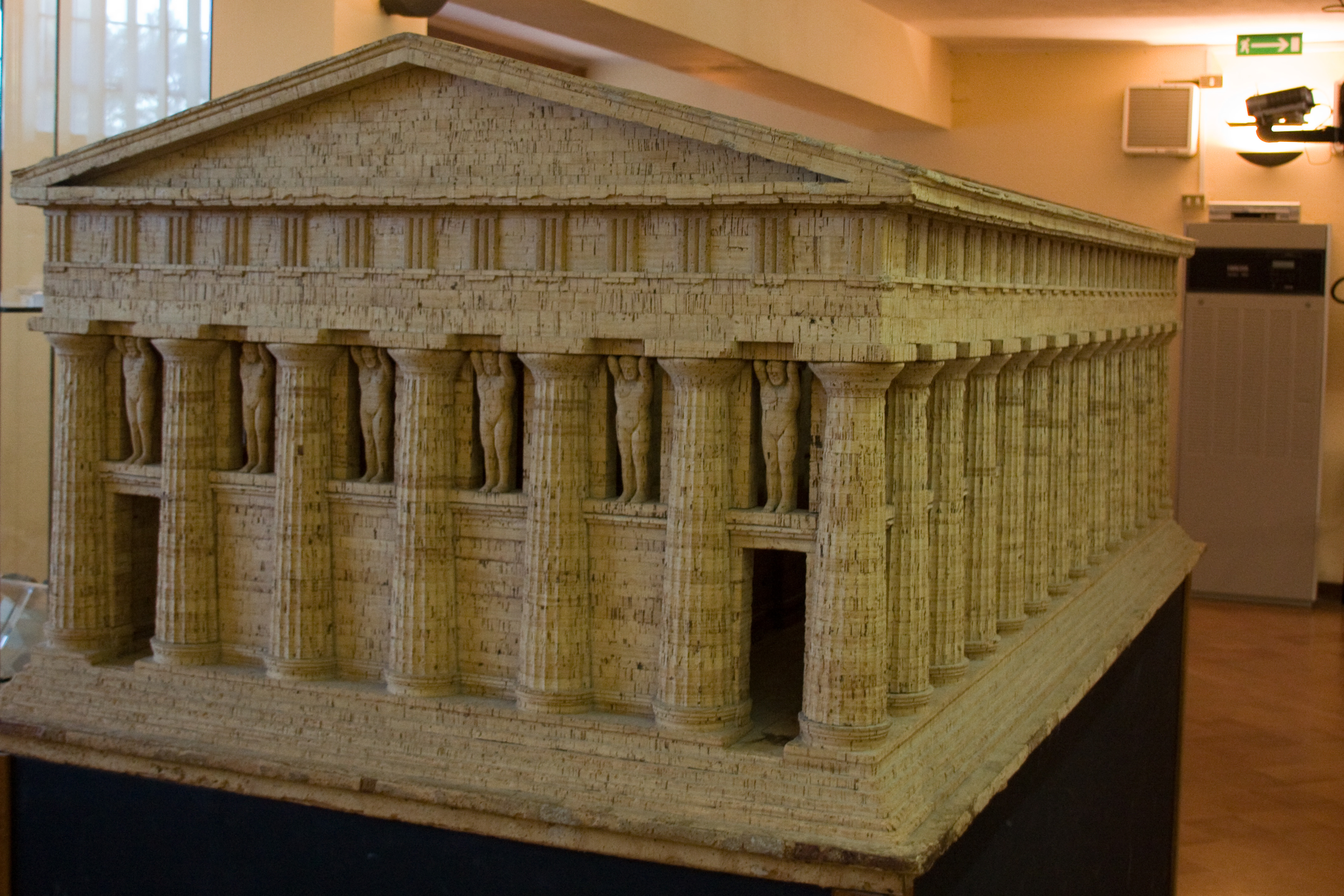
Modellino del tempio esposto al Museo archeologico regionale di Agrigento

L'Olympeion, afferma Diodoro, rimase incompiuto per la conquista cartaginese: sempre secondo Diodoro, esso era privo di tetto per le continue distruzioni subite dalla città. Di esso restano visibili l'angolo sud-est, due tratti settentrionali della pseudo-peristasi, i piloni del pronao, dell'opistodomo e metà circa del lato nord della cella. Intorno ai resti del basamento si conservano, talora in posizione di caduta, alcune parti dell'alzato, nonché la ricostruzione di un capitello e di cinque telamoni, di cui uno completo e uno eretto tramite musealizzazione (in calco e/o con parti ricostruite; un originale completo è esposto al Museo archeologico regionale di Agrigento). Davanti alla fronte orientale è visibile il basamento a pilastri dell'altare, non meno colossale del tempio (54,50 x 17,50 m). Presso l'angolo sud-est del tempio si conserva un piccolo edificio (12,45 x 5,90 m) a due navate con profondo pronao, doppia porta d'accesso ed altare (?) antistante, un sacello piuttosto che un thesauros, di cronologia controversa, secondo alcuni d'età ellenistica, ma molto probabilmente arcaico, viste le numerose terrecotte architettoniche di VI secolo a.C., rinvenute nella zona durante gli scavi di Ettore Gabrici del 1925.
A sud-ovest di questo sacello, lungo la linea delle mura, sono i resti di una stoà del IV secolo a.C., con una vasca intonacata all'estremità orientale e cisterne sulla fronte e alle spalle, da dove proviene materiale votivo d'età timoleontea, mentre resti di un precedente edificio (cui sembrano da riferirsi le cisterne) sono visibili attorno alla cisterna più vicina alle mura.